# Protaetia subviridis
Protaetia subviridis är en skalbaggsart som beskrevs av Newman 1841. Protaetia subviridis ingår i släktet Protaetia och familjen Cetoniidae. Inga underarter finns listade i Catalogue of Life.